# Benjamin Prentiss
Benjamin Mayberry Prentiss (23. november 1819 – 8. februar 1901) var en amerikansk officer og politiker. Han kæmpede i den Mexicansk-amerikanske krig og i den amerikanske borgerkrig kæmpede han for Unionen med rang af generalmajor.

## Tidlige liv
Prentiss blev født i Belleville i Virginia. Han var en direkte efterkommer efter Valentine Prentice, som indvandrede fra England i 1631. Hans tidlige barndom blev tilbragt i Virginia, indtil hans familie flyttede til Hannibal, Missouri, hvorfra den senere flyttede til Quincy i Illinois. Her havde han sit hjem indtil 1879. I sine unge år var Prentiss rebslager og auktionarius.
Den 29. marts 1838 giftede han sig med Margaret Ann Lodousky. De fik 7 børn, inden hun døde i 1860. I 1862 giftede han sig med Mary Worthington Whitney (1836-94), som fødte ham yderligere 5 børn.
I 1844 var han premierløjtnant i et kompagni, som blev sendt mod mormonerne i Hancock, Illinois. I den Mexicansk-amerikanske krig gjorde han tjeneste som kaptajn.
Prentiss var opstillet til Kongressen i 1860 for Republikanerne, men blev ikke valgt.

## Borgerkrigen
Da borgerkrigen brød ud, reorganiserede Prentiss sit gamle kompagni og blev udpeget til oberst for 7th Illinois regiment. Han blev forfremmet til brigadegeneral den 17. maj 1861 og fik kommandoen over Cairo, Illinois, en strategisk vigtig havneby dér, hvor Ohio-floden løber ud i Mississippi-floden. Senere beskyttede han jernbanelinjer i Missouri.
Den 28. december 1861 slog han en Konfødereret styrke på flugt ved Mount Zion.
Han blev derpå udpeget til at lede en division under Ulysses S. Grant. Hans division var den første, der blev angrebet i Slaget ved Shiloh, og den led store tab i begyndelsen af slaget. Prentiss omgrupperede sine styrker og bed sig fast i et område, som senere blev kaldte "Hornets nest" – hvepsereden.
Det var et område midt i Unionens linje, hvor en vej skabte en lille hulning i terrænet. Sydstatshæren forsøgte at storme hvepsereden utallige gange, men Prentiss og hans mænd holdt stand i 7 timer, indtil Sydstatshæren førte en stor del af sit artilleri frem og skød området sønder og sammen. I mellemtiden havde resten af Unionshæren dannet en ny forsvarslinje længere tilbage, og den holdt stand.
Prentiss overgav sig med 2.200 andre Unionstropper. Han overgav sin sabel til oberstløjtnant Francis M. Walker fra 19th Tennessee Infantry Regiment.
På grund af sin standhaftige indsats blev Prentiss efter slaget set som en helt. Senere prøvede Grant at nedspille Prentiss' rolle i sejren, måske fordi de to ikke kunne lide hinanden.
Efter at være blevet udvekslet som led i en fangeudveksling blev Prentiss forfremmet til generalmajor. Han var medlem af krigsretten, som i januar 1863 dømte Fitz John Porter på et tvivlsomt grundlag. Han var ikke enig med flertallet, som kendte Porter skyldig, og det skadede ham politisk.
Prentiss blev sendt til Arkansas og vandt Slaget ved Helena den 4. juli 1863. I 1864 trådte han ud af hæren for at passe sin familie. Historikeren Ezra J. Warner mente, at det kunne være, at han følte, at han var blevet lagt på hylden, efter at han havde bevist sin kunnen ved Shiloh og Helena.

## Senere karriere
Efter borgerkrigen blev han sagfører og blev senere udnævnt til postmester i Bethany, Missouri. Han var leder af Det republikanske parti i Missouri.
Prentiss døde den 8. februar 1901 og blev begravet på Miriam Cemetery i Bethany i Missouri.